# ヴャチェスラフ・ニコノフ

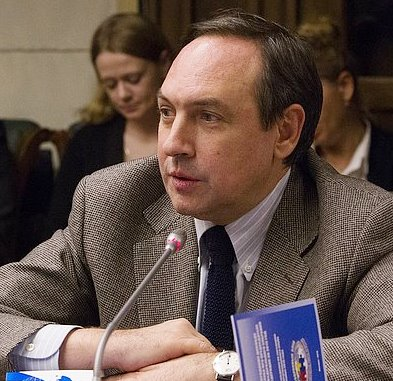
ヴァチェスラフ・ニコノフ（2014年）

ヴャチェスラフ・アレクセーエヴィチ・ニコノフ（Вячесла́в Алексе́евич Ни́конов、Vyacheslav Alekseyevich Nikonov）は、ロシアの政治学者、歴史家、政治家。統一ロシア所属の国家院議員。モスクワ大学行政学部長。ヴャチェスラフ・モロトフ、ポリーナ・ジェムチュージナの孫。
ペレストロイカやエリツィン改革を支持したが、現在はロシアのウクライナ侵攻を正当化する論陣を張っている。

## 経歴
モスクワ生。父は外務省の研究者。母はヴャチェスラフ・モロトフ、ポリーナ・ジェムチュージナ夫妻の娘。両親ともに博士号を持つ歴史家。
1978年、モスクワ大学歴史学部（Кафедры исторического факультета МГУ）卒業。近代史学科に入り、アメリカ共和党を研究する。モスクワ大学歴史学部ソビエト連邦共産党委員会書記。
1981年、学位論文『1964年から1968年までのアメリカ共和党における潮流の闘争』により博士候補（準博士、英語圏のPh.D.に相当）。
1988年、学位論文『第二次世界大戦後のアメリカ共和党の思想的・政治的展開』により博士。
ポリティカ財団理事長。モスクワ国際大学歴史政治学部長を歴任。
2011年から現在までモスクワ大学行政学部（Факультет государственного управления МГУ）長。